# Estado de Bopal
O Estado de Bopal (pronúncia: [bʱoːpaːl]; em persa: بھوپال ریاست; em hindi: भोपाल रियासत) foi um estado independente do século XVIII que se localizava na Índia, um principado que fazia parte de uma aliança com as Índias Britânicas de 1818 a 1947, e um estado independente de 1947 a 1949. Islamnagar foi fundada e serviu como a primeira capital do país, antes de Bopal.
O estado foi fundado por Doste Maomé Cã, um soldado afegão no exército mogol, que se tornou um mercenário após a morte do Imperador Aurangzeb e anexou vários territórios para seu estado feudal. Esse estado ficou sob a soberania de um Nizã em 1723, pouco depois de sua fundação, em 1707. Em 1737, o Império Marata derrotou os mogóis e o nababo de Bopal na Batalha de Bopal, e começou a coletar tributos do estado. Depois da derrota dos Maratas na Terceira Guerra Anglo-Marata, Bopal se tornou um estado principesco da Índia britânica em 1818. O Estado de Bopal era o segundo maior da Índia pre-Independência com uma liderança muçulmana; o primeiro era o Estado de Hiderabade. O estado emergiu na Índia em 1949 como Bopal.

## Fundação
O Estado de Bopal foi fundado por  Doste Maomé Cã (1672–1728), um soldado pastó afegão do exército mogol. Após a morte do Imperador Auranguezebe, Cã começou a dar serviços mercenários a muitos chefes locais na região politicamente instável de Malwa. Em 1709, ele tomou o controle do estado de Berasia. Mais tarde, ele usurpou o principado de Rajput de Mangalgarh e o Reino de Gonde de Rani Canlapati, depois da morte de seus governantes femininos para quem ele estava provendo serviços mercenários. Ele também anexou vários territórios de Malwa ao seu estado.
Durante o início dos anos 1720, Cã fundou a cidade de Bopal dentro de uma cidade fortificada e assumiu o título de nababo. Cã ficou próximo aos Irmãos Saídes, que haviam se tornado "Fazedores de Reis" altamente influentes na corte Mogol. O apoio de Cã aos Saídes deu a ele a inimizade de um nobre mogol chamado, Assafe Já, que invadiu Bopal em março de 1724, forçando Cã a ceder muito do seu território, dar o seu filho como refém, e aceitar a soberania de Nizã.
Doste Maomé Cã e seus associados afegãos trouxeram influências islâmicas a cultura e arquitetura na fundação de Bopal, as ruínas que podem ser encontradas em Islamnagar, perto de Bopal. Depois da morte de Cã em 1728, o estado de Bopal continuou sob a influência de Nizã. O estado também pagou tributos aos Maratas, que derrotaram os mogóis e o nababo de Bopal na Batalha de Bopal em 1737.
O nababo Faiz Muhammed Khan (1742–1777) mudou a capital de Islamnagar para Bopal. Ele era um fanático religioso, e o estado foi efetivamente governado por sua madrasta, Mamola Bai. O estado se tornou um protetorado britânico em 1818 e foi governado por descendentes de Doste Maomé Cã até 1949, quando se fundiu a República da Índia. Por dois anos depois da saída dos britânicos da Índia em 1947, Bopal sobreviveu como um estado independente.

## Primeiros governantes
Nos anos 1730, os Maratas estavam se expandindo na região, e as guerras lutadas com os seus vizinhos para proteger o pequeno território e a luta além das lutas entre eles mesmos pelo controle do estado. Os  Maratas conquistaram muitos estados próximos, incluindo Indore no oeste e Gwalior no norte, mas Bopal continuou sendo um estado com governo muçulmano sob o controle dos sucessores de Doste Maomé Cã. Subsequentemente, o nababo Wazir Mohammed Khan, um general, criou um estado realmente forte depois de lutar em muitas guerras.
O nababo Jahangir Maomé Cã fundou um acantonamento na distância de uma milha do forte. Ele foi chamado de Jahangirabad em homenagem ao nababo. Ele construiu jardins e fortes para os convidados britânicos e soldados em Jahangirabad.
Em 1778, durante a Primeira Guerra Anglo-Marata, quando o general britânico, Thomas Goddard lutou pela Índia, Bopal foi um dos poucos estados que permaneceram amigáveis aos britânicos. Em 1809, durante a  Segunda Guerra Anglo-Marata, o general liderou uma expedição britânica na Índia Central. O nababo de Bopal pediu em vão que o estado recebesse proteção britânica. Em 1817, quando a Terceira Guerra Anglo-Marata começou, um tratado de dependência a foi assinado entre o governo britânico da Índia e o nababo de Bopal. Bopal permaneceu como um aliado ao governo britânico durante o governo da Índia britânica.
Em fevereiro ou em março de 1818, Bopal se tornou um principado da Índia britânica como um resultado do tratado Anglo-Bopal entre a Companhia Britânica das Índias Orientais e o nababo Nazar Maomé de Bopal durante 1816–1819. O Estado de Bopal incluiu a Bopal dos dias atuais, os distritos de Raisen e Sehore, e foi parte da Agência da Índia Central.  Ele se encontrava nos Montes Víndias, com a parte norte localizada no planalto de Malwa, e a porção sul localizada no vale do Rio Narmada, que formou a fronteira sul do estado. A Agência Bopal foi formada como uma seção administrativa da Índia Central, que consistia no estado de Bopal e alguns estados principescos no nordeste, incluindo Khilchipur, Narsinghgarh e Reajgarh, e depois de 1931, os estados Dewas. Ele foi administrado por um agente dos britânicos que era o Governador-geral da Índia.

## O Governo das Beguns

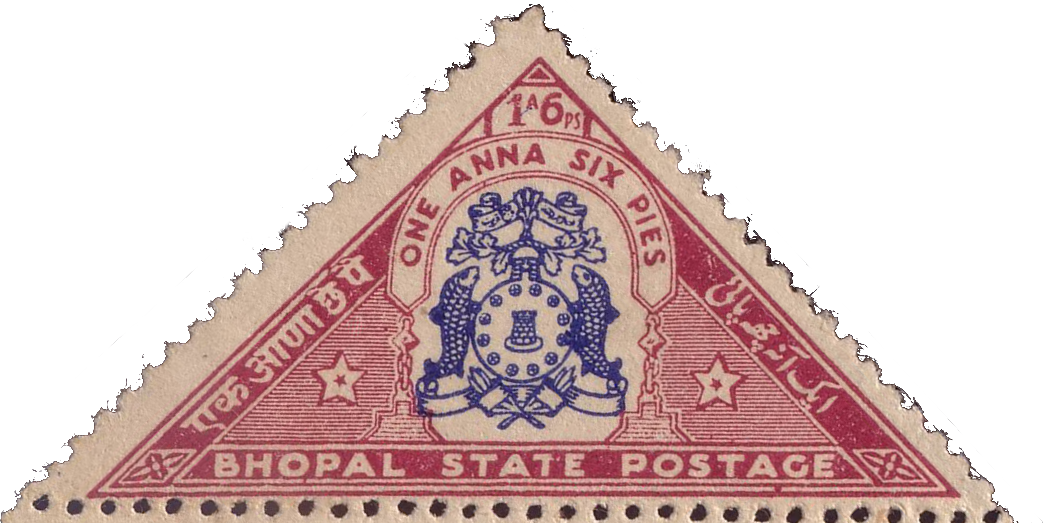
O serviço postal do Estado de Bopal foi introduzido durante o governo das Beguns.

Entre 1819 e 1926, o Estado de Bopal foi governado por quatro mulheres com o título de Begum únicas na realeza daqueles dias. Qudsia Begum foi a primeira governante, ela foi sucedida por sua única filha, Sikandar Begum, que também foi sucedida por sua única filha, Shahjehan Begum. A Sultana Jahan Begum foi a última governante mulher, depois de governar por vinte e cinco anos, ela abdicou em favor ao seu filho, Hamidullah Cã. A administração das Beguns deu a cidade o seu sistema hidráulico, ferrovias, um sistema postal e uma municipalidade constituída em  1907.

### Qudsia Begum
Em 1819, aos dezoito anos de idade, Qudsia Begum (também conhecida como Gohar Begum) tomou o controle do reino depois do assassinato do seu marido. Ela foi a primeira mulher a governar o Estado de Bopal. Mesmo que ela fosse analfabeta, ela era corajosa e se recusava a seguir a tradição purdah. Ela declarou que a sua filha, na época com dois anos de idade, Sikander seria a sua sucessora. Nenhum dos membros masculinos da família ousou desafiar a sua decisão. Ela tratou bem os seus aliados e deu os seus jantares apenas depois de receber as noticias toda a noite de que todos os seus aliados haviam feito refeições. Ela construiu a Jama Masjid (uma mesquita) e o seu belo palácio, o 'Gohar Mahal'(também chamado de Nazar Bagh) em Bopal. Ela governou até 1837 quando ela morreu, ela preparou a sua filha adequadamente para governar o estado.

### Sikander Jahan Begum
Em 1844, Sikander Begum sucedeu a sua mãe como governante de Bopal. Igual a sua mãe, ela nunca segui a tradição de purdah. Ela foi treinada em artes marciais, e lutou em muitas batalhas durante o seu reinado (1844–1868).
Durante a Rebelião Indiana de 1857, ela ficou do lado dos britânicos e destruiu todas as rebeliões contra eles. Ao mesmo tempo, ela fez muitos serviços públicos, tais como construir estradas e reformar o forte. Ela também a Moti Masjid (significado: a mesquita da pérola) e o Moti Mahal (o palácio da pérola).

### Rebelião Indiana de 1857
Durante a rebelião indiana de 1857, o Estado de Bopal ficou do lado da Companhia das Índias Orientais, devido ao tratado de 1818. A rebelião em Bopal e nas áreas vizinhas foi suprimida por Sikander Begum em seu estágio inicial.
Em Junho de 1857, a rebelião havia começado nas regiões vizinhas de Bopal, tais como Indore, Mhow, e Neemuch. No começo de julho de 1857, Sikandar Begum foi informada por informado pelo Bakhshi Murauate Maomé Cã Nasrat Jang, de que as forças rebeldes das regiões vizinhas estavam marchando para Bopal. Ela pediu para Cã expulsar as forças rebeldes Mhow.
Em algumas das mesquitas de Bopal, a rebelião contra a Companhia Britânica das Índias Orientais foi declarada uma jiade pelos Mawlawis e pelos Pastós. Os rebeldes mantiveram contatos com Rani Lakshmibai de Jhansi, Tatya Tope, o nababo de Tonk, o nababo de Banda entre outros. Eles também  reconheceram Bahadur Shah Zafar como o Imperador da Índia, e enviaram oferendas para Deli em forma de cavalos e dinheiro.
Foi reportado que os estavam recrutando pessoas para a revolta espalhando mensagens através de chapatis nos vilarejos. Sikander Begum baniu a distribuição de chapati de vila para vila. Ela mandava empresas de balahi e os patel (chefes) de cada vila informarem qualquer violação para os thanas (chefes de polícia). Sikandar Begum também baniu a circulação de qualquer notícia mentirosa nas estradas ou pregadas nas paredes. Maulvi Abdul Qayyum, o darogha do forte de Fatehgarh distribuiu quinhentas copias de um panfleto convidando os rebeldes de Cawnpore (agora Kanpur). O panfleto dizia que os britânicos estavam interferindo com os sentimentos religiosos dos Hindus e dos muçulmanos, e avisaram a eles a se revoltarem contra o governo britânico na Índia. Sikandar Begum instituiu um inquérito contra os Mawlawis, que estavam conspirando com os rebeldes. Ela também publicou um panfleto da Sikandari press, negando as interferências britânicas nos assuntos religiosos Hindus e muçulmanos.
O Estado de Bopal tinha um exército sob o comando direto de oficiais britânicos, devido ao tratado Anglo-Bopal de 1818, e consistia em seiscentas unidades de e quatrocentas de infantaria. Quando os sinais de uma rebelião começaram a aparecer no exército, o Major William Henry Richards (o agente político de Bopal) e outros oficiais britânicos se retiraram para um lugar mais seguro em Hoshangabad, perto de Bopal, deixando o assunto sob o controle direto da Begum. Mama Qahhar Khan, o jemadar em uma vila próxima e os Sipai que estavam sob o seu comando se recusaram a aceitar o pagamento deles e se revoltaram; eles foram punidos sendo retirados de seus serviços.
Em Berasia, os líderes rebeldes, Shajaat Khan Pindari e Jahangir Muhammad Khan criaram um pequeno exército de setenta sipais. Eles atacaram em Berasia em 14 de julho de 1857. Os rebeldes saquearam o distrito, e mataram Babu Subh Rao (o agente político assistente), Munshi Mukhdum Bakhsh e outros leais aos britânicos. Eles também pilharam o tesouro local e apreenderam os bens dos funcionários estaduais que haviam matado. Eles foram apoiados por alguns sipaios do contingente estacionado em Berasia. Sikandar Begum tomou medidas contra os rebeldes em Berasia e nas áreas vizinhas, obrigando-os a fugir. Shajaat Khan Pindari tinha planos de fugir e se juntar Fazil Muhammad Khan, o jagirdar de Garhi Ambapani, ou príncipe Bhawani Singh de Narsingarh. No entanto, ele foi preso com a ajuda de espiões, e levado para a prisão Sehore junto com seus seguidores. Ele e seu filho foram enforcados próximos a cidade de Idgah, e, em seguida, enterrados debaixo de uma árvore em mahua por alguns varredores.
Em 6 de agosto de 1857, Risaldar Wali Shah e Kotha-Havaldar Mahavir declararam uma rebelião sipaia no acantonamento de Sehore perto de Bopal. Eles utilizaram como símbolo da revolta o  Nishan-i-Muhammadi ("o simbolo de Maomé", para muçulmanos ) e o Nishan-i-Mahaviri ("o simbolo de Mahavir", para  Hindus). Eles saquearam e queimaram os bangalôs dos oficiais britânicos, e fizeram tentativas para roubar as armas e munições do Paiol.
Em Piklon, a rebelião foi liderada por Abu Maomé Saeed Cã (popularmente conhecido como nababo de Itarsi Wala), Raja Chhatrasal de Agra, Aqil Maomé Cã, Fazil Maomé Cã e Maomé Adil Cã de Garhi Ambapani. Os líderes rebeldes planejaram ocupar a cidade. Sikander Begum procurou a ajuda do Scindia Maharaja de Gwalior para derrotar os rebeldes, mas o exército rebelde que consistia em cerca de trezentos homens atacaram Poklon. A força pequeno do estado foi forçada a recuar, e o tehsildar de Piklon fugiu para o território de Scindia. Os rebeldes saquearam a cidade Piklon e aldeias vizinhas, como Chopra, Bisaraha e Bisrai. Eles também estabeleceram uma thana (estação) em Piklon. No entanto, eles foram logo depostos pelas forças estaduais.

### Shah Jahan Begum
A sucessora de Sikander Begum, Shah Jahan Begum (begum de 1844 a 1860 com Sicandar Begum sendo a regente; governou de 1868–1901) era um pouco apaixonada pela arquitetura, igual a seu homônimo mogol, Imperador Shah Jahan. Ela construiu uma vasta "mini-cidade", chamada Xajaanabade em homenagem a ela mesma. Ela também construiu um novo palácio para ela mesma, o Taj Mahal (que não é o famoso Taj Mahal em Agra). Ela construiu muitos outros prédios, incluindo o Ali Manzil, Amir Ganj, Barah Mahal, Ali Manzil, o complexo de Be nazir, Khawasoura, Mughalpura, Nematpua. Hoje em dia, podem ser vistas as ruínas do Taj Mahal de Bopal e algumas partes que passaram no teste do tempo; Barah Mahal também passou no teste do tempo. Durante o seu governo, em 1900, a falta absoluta das chuvas de monções levou a uma grande fome em Bopal. Uma das conquistas mais notáveis de Shah Jahan Begum foi que sobre a sua administração a economia floresceu. Durante esse período, Bopal teve a mais alta contribuição a economia indiana devido a habilidade superior e ao seu trabalho com ouro.

## Após a independência indiana
Depois da conquista da Independência da Índia em 15 de agosto de 1947, Bopal foi um dos últimos estados a assinar o Instrumento de Ascensão.
O último nababo expressou o seu desejo de manter Bopal como um estado separado em março de 1948. Agitações contra o nababo começaram em dezembro de 1948, iniciando a prisão de líderes influentes como Bhai Ratan Kumar Gupta e Shankar Dayal Sharma. Em 23 de janeiro de 1949, Sharma foi sentenciado a oito meses de prisão por violação das leis públicas; alguns dos satyagrahas também foram presos. Mais tarde, os prisioneiros políticos foram soltos e o nababo assinou o acordo de união em 30 de abril de 1949.
O Estado de Bopal foi acrescentado a Índia em 1 de junho de 1949. O novo estado de Bopal foi declarado um estado a "Parte C", governado por um chefe nomeado pelo presidente da Índia. Refugiados Sindi do Paquistão foram colocados em Bairagarh, um subúrbio ocidental de Bopal.
A filha mais velha do nababo Hamidullah Cã e herdeira presuntiva, Sultana Abida, desistiu de seu direito ao trono e foi para o Paquistão em 1950. Ela entrou nos serviços estrangeiros do Paquistão. Antes disso, o governo da Índia havia excluído ela da sucessão e sua irmã mais nova, Begum Sajida sucedeu em seu lugar. Sultana Abida chegou ao recém criado Paquistão quando tinha trinta e sete anos e era mãe de um jovem filho. Ela passou a maior parte da sua vida no Paquistão e morreu em 2001. Seu filho, Shaharyar Khan, se tornou o Secretário do Exterior do Paquistão e líder do Grupo de Críquete do Paquistão. Se sua mãe não tivesse desistido do direito a sucessão, Xaarar Cã provavelmente teria se tornado nababo de Bopal assim como o nababo de Kurwai, já que seu pai era o nababo do Estado de Kurwai.
Após o falecimento de Begum Sajida, em 1995, o título foi deixado para sua filha mais velha, Nawabzadi Saleha Sultana Begum Sahiba, com Bopal sendo um matriarcado. Begum Salea Sultana é casada com o nababo Maomé Baxiradim Cã Baadur, Baxir Iar Jungue, também pertencente à família Paiga, uma família, uma vez quase tão poderosa quanto os Nizãs de Hiderabade. o título foi também reivindicado por seu filho Mansoor Ali Cã, o nababo titular de Pataudi, e seus descendentes.